# Сретенский бульвар
Сре́тенский бульвар — бульвар в Красносельском районе Центрального административном округе города Москвы, часть Бульварного кольца. Проходит от площади Сретенские Ворота до Тургеневской площади. С внутренней стороны к бульвару примыкают переулки Милютинский и Фролов, с внешней — Костянский. Нумерация домов ведётся от площади Сретенские Ворота. Бульвар является самым коротким на Бульварном кольце (214 м).

## Происхождение названия
Назван в 1830-х годах по улице Сретенка (по другим данным — как начинающийся от площади на месте Сретенских ворот Белого города).

## История
Бульвар создан в 1830 году на месте снесённых в 1780-х годах стен Белого города. Откос по внешней стороне бульвара — остаток крепостного вала. «В 1850 г. из 17 выходивших на внешний проезд бульвара строений 12 были каменные и только 5 деревянные. В конце XIX в. деревянных строений уже не было видно». В 1899—1902 годах в квартале между Милютинским и Фроловым переулками построены два огромных корпуса дома страхового общества «Россия». В 1880-х годах по бульвару проложили линию конки; в 1911 году её заменили трамваем. В конце 1940-х годов на бульваре заложили памятник партийному деятелю сталинского времени А. С. Щербакову, но так и не установили. В 1952 году бульвар реконструировали: высадили новые деревья, разбили клумбы. В 1971 году с бульвара убрали трамвайную линию. В 1976 году в начале бульвара поставили памятник Н. К. Крупской. С конца 1970-х до 1995 года в конце бульвара строилось административное здание, в конце концов, приобретённое компанией «Лукойл». 29 декабря 2007 года открылась станция метро «Сретенский бульвар».

## Примечательные здания и сооружения
По нечётной стороне:
- № 5 — Жилой дом и общежитие Наркомата связи СССР (1934—1937, архитекторы Е. Вейс, Ю. Е. Шасс)[5], сейчас — гостиница «Связист плюс».
- № 9 — Жилой дом (1914—1920, архитектор Н. И. Жерихов)[2].
- № 9 — Доходный дом И. М. Коровина (1906, архитектор И. Г. Кондратенко), заявленный объект культурного наследия[6].
- № 11 — Административное здание компании «Лукойл» (первоначально, по проекту архитектора Ф. А. Новикова, при участии И. Покровского, Н. Суслина, В. Воронцова, инженеров Ю. Ионова, В. Гнедина, Ю. Чертовских, предназначалось для НИИ министерства электронной промышленности СССР; достроено в 1995 году архитектором Д. С. Солоповым)[7]. В 2021 году в здании на площади  почти 700 квадратных метров открылся Музей нефти, экспозиция которого посвящена истории — зарождению, становлению и развитию нефтяной отрасли страны[8][9].

По чётной стороне:
- № 2/30 — Жилой дом — доходный дом (1778, 1872, 1893—1894, архитектор Л. А. Херсонский, 1990-е), ценный градоформирующий объект[6].
- № 19/4, стр. 1 — Дом Лорис-Меликова (1840—1850-е гг., архитектор М. Д. Быковский)[10]
- № 4/19, стр. 2 — Жилой дом (1927, архитектор Л. С. Животовский, ?)[6].
- № 6 — Комплекс зданий бывш. страхового общества «Россия» (1899—1902, архитектор Н. М. Проскурнин, при участии В. А. Величкина, кованая ограда — архитектор О. В. Дессин). После 1917 года здание последовательно занимали РОСТА, Главное артиллерийское управление РККА, Наркомпрос[11][12]. Здание является объектом культурного наследия федерального значения[6]. В доме жил архитектор В. Е. Дубовской. Ранее на месте здания находилась панорама, построенная в 1875 году архитектором В. Н. Карнеевым.

## Памятники
- Н. К. Крупской (1976, скульпторы Е. Ф. Белашова и А. М. Белашова, арх. В. Л. Воскресенский)[2]
- В. Г. Шухову (2008, скульптор С. А. Щербаков)

## Транспорт
В конце бульвара находится станции метро «Чистые пруды» и «Тургеневская» и открытая в 2007 году станция «Сретенский бульвар». По бульвару городской транспорт не ходит.